# Loganbeere

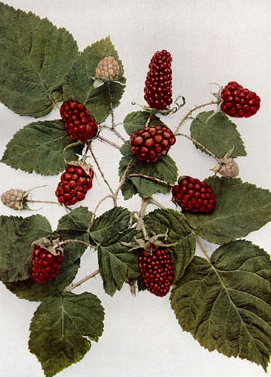
Loganbeere (Rubus × loganobaccus)

Die Loganbeere (Rubus × loganobaccus) ist eine amerikanische Kreuzung aus einer Brombeerenart und der Himbeere. Sie entstand 1881 in Kalifornien und ist eine geschätzte Kulturpflanze.

## Beschreibung

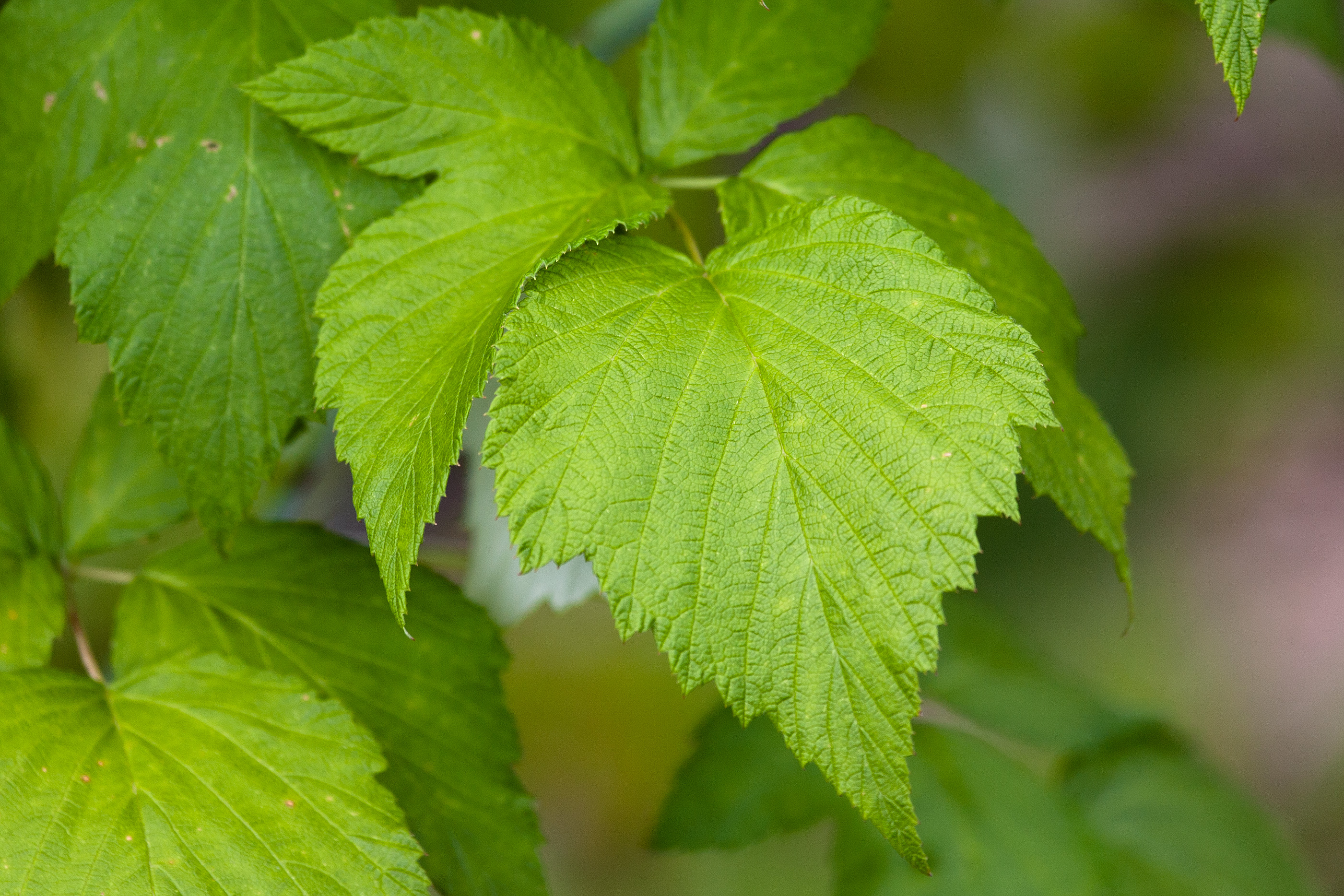
Laubblatt

### Vegetative Merkmale
Die Loganbeere ist ein laubwerfender Strauch, der Wuchshöhe von bis zu 5 Metern erreicht, und ihr Erscheinungsbild entspricht der Brombeere. Die Sprossachse ist annähernd rund und dicht mit geraden, abstehenden Stacheln besetzt. Die mäßig derben Laubblätter sind drei- oder fünffach gefiedert, ihr Rand ungleichmäßig bis annähernd doppelt gesägt. Auf der dunkelgrünen Blattoberseite finden sich zerstreut Haare, die Blattunterseite ist dicht graufilzig behaart. Das unpaarige Blättchen ist rundlich herzförmig bis schwach dreilappig, stumpf oder mit breiter Spitze, die Seitenblättchen sind ungestielt.

### Generative Merkmale
Der Blütenstand ist ebensträußig. Die langen Blütenstiele sind filzig behaart und mit abstehenden Stacheln besetzt.
Die Blüten sind zwittrig, die männlichen Blüten sind größer als die weiblichen. Die Blüte ist radiärsymmetrisch und fünfzählig mit doppelter Blütenhülle. Die mit langer Spitze versehenen Kelchblätter sind eiförmig lanzettlich. Die fünf Kronblätter sind relativ groß und weiß. Die Fruchtblätter fein flaumig bis fast filzig behaart.
Die Früchte sind länglich, rote und saure Sammelsteinfrüchte.
Die Chromosomenzahl beträgt 6n = 42.

## Ökologie
Die Loganbeere ist selbstfertil, der Fruchtansatz erfolgt aber meist durch Apomixis. Sie wird über Samen vermehrt.

## Entstehung, Verwendung
Die Loganbeere ist wahrscheinlich aus der Kreuzung von Rubus ursinus mit der Himbeer-Sorte ‘Red Antwerp’ entstanden. Sie entstand in Santa Cruz (Kalifornien) im Garten des Richters J. H. Logan und wurde nach ihm benannt.
Die Loganbeere ist wegen ihrer essbaren Beeren eine geschätzte Kulturpflanze, die auch kommerziell angebaut wird. Es existieren einige Sorten, wichtig unter anderem ‘Phenomenal’, ‘Thornless Logan’ sowie ‘Thornless Young’. Die Sorte ‘Phenomenal’ ist neben Rubus flagellaris ‘Lucretia’  ein Elternteil der Youngbeere. Geschätzt wird auch die stachellose, wohlschmeckende 'LY654'.
Die Früchte werden unter anderem zu Konserven oder Wein verarbeitet. Hauptanbaugebiete sind die Staaten Oregon und Washington. Auch in England und auf Tasmanien wird sie angebaut. Der Standort sollte halbschattig bis sonnig sein und gut durchfeuchtet, aber nicht staunass.
In Western Australia ist die Loganbeere verwildert. Sie wächst dort entlang von Bächen und an ungestörten Standorten.